# Покахонтас (филм из 1995)
Покахонтас (енгл. Pocahontas) је амерички анимирани филм компаније Волт Дизни из 1995. године инспирисан животом индијанске принцезе Покахонтас.
Српску телевизијску синхронизацију је 2008. године за канал РТС 1 радио студио Лаудворкс. Филм је имао премијеру 4. јануара 2009. године. Песме нису синхронизоване. Званичну српску синхронизацију је 2019. године урадио студио Ливада Београд.

## Радња
Након открића Америке (Нови Свет), Енглеска почиње са освајањем континента. Након што су Британци дошли почели су са изградњом новог града Џејмстауна. Када су их Индијаци видели, отишли су и обавестили поглавицу. Једном приликом се ћерка поглавице, Покахонтас, сусреће са Британским генералом, Џоном Смитом, где се они спријатеље, а касније и заљубе. Када их Коколум, иначе најбољи ратник, видео, напао је Џона. Када је то видео Томас, Џонов пријатељ, пуцао је у Коколума и убио га. Индијаци ухвате и заробе Џона, да би га сутрадан у зору убили. Покахонтас губи наду да може да спаси Џон Смита, али јој Бака Врба говори да треба следити срце. Она креће ка свом оцу који је се већ спремио да убије Џона. Покахонтас стиже и ставља своју главу на Смитову и говори оцу да ако убија њега нека убије и њу. Поглавица схвата да није требало да ратује са Британцима, и жели примирје, међутим Џон бива погођен и тешко рањен, што значи да мора назад у Енглеску да се лечи. Покахонтас му говори да је потребна народу и да не може да крене cа њим.

## Улоге
| Улога      | Оригинални глас                              | Српски глас (2009)  | Српски глас (2019)                                     |
| ---------- | -------------------------------------------- | ------------------- | ------------------------------------------------------ |
| Покахонтас | Ајрин Бедард (дијалози) Џуди Кун (песме)     | Андријана Оливерић  | Јована Јеловац Цавнић (дијалози) Јована Герман (песме) |
| Џон Смит   | Мел Гибсон                                   | Синиша Убовић       | Никола Немешевић                                       |
| Ратклиф    | Дејвид Огден Стирс                           | Бранко Јеринић      | Ђорђе Давид                                            |
| Бака Врба  | Линда Хант                                   | Јелена Стојиљковић  |                                                        |
| Томас      | Кристијан Бејл                               | Марко Марковић      | Милан Пајић                                            |
| Поглавица  | Расел Минс                                   | Младен Андрејевић   | Милан Живадиновић                                      |
| Накома     | Мишел Џоунс                                  | Мариана Аранђеловић |                                                        |
| Коколум    | Џејмс Апомт Фол                              | Радован Вујовић     |                                                        |
| Кеката     | Гордон Тутуис (дијалози) Џим Камингс (песме) | Бранислав Платиша   |                                                        |
| Вигинс     | Дејвид Огден Стирс                           | Синиша Убовић       | Милан Антонић                                          |
| Бен        | Били Коноли                                  | Бранислав Платиша   | Бранислав Платиша                                      |
| Лон        | Џо Бејкер                                    | Радован Вујовић     |                                                        |

## Историјска тачност
Покахонтасово право име је било Матоака. „Покахонтас“ је био само надимак, и може се на различите начине превести као „мала раскалашна“, „разиграна“, „мало дериште“ или „несташна“. Покахонтас је имала око 10 или 11 година у време када је Џон Смит стигао са компанијом Вирџинија 1607. године, за разлику од њеног приказа као младе одрасле особе у филму.
Смит је приказан као љубазан човек; у стварности, његови колеге колонисти су га описали као особу грубе спољашњости и као веома ауторитарну личност.
Историјски гледано, нема доказа о романтичној вези између Покахонтас и Џона Смита. Да ли је Покахонтас спасила Смитов живот или није, још увек није опште прихваћено. Група колониста на челу са Семјуелом Аргалом заробила је Покахонтас три године након што је Џон Смит отишао у Енглеску; прешла је у хришћанство у Хенрикусу и касније се удала за Џона Ролфа, који је био познат по томе што је донео дуван у Северну Америку.
Прави гувернер Ратклиф, заједно са 14 колега колониста, умро је када су били позвани на окупљање са племеном Повхатан. Повхатани су обећали да ће изгладњели колонисти добити кукуруз, али су колонисти упали у заседу. Ратклиф је био везан за колац испред ватре. Жене су му скинуле кожу са целог тела шкољкама и бациле комадиће у пламен док је гледао. Последње су му одерали кожу лица и на крају га спалили на ломачи.
Роџер Иберт је критиковао одступања филма од историје, написавши „Пошто је водио један од најзанимљивијих живота који се може замислити, Покахонтас овде више служи као поједностављени симбол“. Софи Гилберт из Атлантика је написала да је „филм можда помешао неке чињенице“, али да му је то омогућило да исприча „убедљиву романтичну причу“.
Аниматор Том Сито бранио је однос филма према историји, рекавши да „супротно популарном ставу да смо игнорисали историју на филму, трудили смо се да будемо историјски тачни и да тачно прикажемо културу Алгонкина из Вирџиније“.